# Sphex decoratus
Sphex decoratus är en biart som beskrevs av Frederick Smith 1873.
Sphex decoratus ingår i släktet Sphex och familjen grävsteklar. Inga underarter finns listade i Catalogue of Life.